# Hosszúfülű ugróegér
A hosszúfülű ugróegér (Euchoreutes naso) az emlősök (Mammalia) osztályának a rágcsálók (Rodentia) rendjébe, ezen belül az ugróegérfélék (Dipodidae) családjába és az Euchoreutinae alcsaládjába tartozó egyetlen faj.

## Előfordulása
Mongólia és Kína sivatagjaiban honos.

## Életmódja
Apró, rovarevő, éjszakai életmódú élőlény.